# Национален музей по антропология
Националният музей по антропология (на испански: Museo Nacional de Antropología, MNA) е национален музей на Мексико, намиращ се в столицата Мексико Сити.
Разположен е в района между Пасео де ла Реформа и Кайе Махатма Ганди в парк „Чапултепек“ в града. Съдържа значителни археологически и антропологически находки от преди наследството на Колумб на Мексико – като Пиедра дел Сол (Камък на Слънцето, неправилно разпознат като календара на ацтеките), и от 16 век – ацтекската статуя на Шочипиляи (Xochipilli).

## Архитектура
Създаден през 1963 г. от Педро Рамирез Васкес, Хорхе Кампузано и Рафаел Михарес, тя има впечатляваща архитектура с изложбени зали, около вътрешен двор с огромно езеро и голям площад конкретен чадър, подкрепен от един строен стълб (известен като el paraguas, на испански „чадър“), около което пръска изкуствена каскада. Залите са обграден от градини, много от които съдържат на открито експонати. Музеят разполага с 23 стаи за експонати и обхваща площ от 79.700 м2 (почти 8 хектара).

## Експонати
Отворен през 1964 г. от президента Адолфо Лопес Матеос, музеят има редица значителни изложби, като Камъкът на Слънцето (изобразени по-долу), гигантски каменни глави на цивилизацията олмеките, които са били открити в джунглите на Табаско и Веракрус, възстановени съкровища от цивилизацията на маите, Свещеният сенот в Чичен Ица, реплика капака на саркофага от гробницата на Пакал в Паленке и етнологични дисплеи на съвременния селски мексикански живот. Тя също има модел на разположението и оформлението на бивша ацтекска столица Теночтитлан, сайта, на която сега е заета от централната част на днешния Мексико Сити.
Музеят също така е домакин за посещение на изложби, обикновено се фокусира върху друг от великите световни култури. Предишни експонати са фокусирани върху древен Иран, Гърция, Китай, Египет, Русия и Испания.